# Cataractes (district)
Pour les articles homonymes, voir Cataracte.
Le District des Cataractes est un district du centre de la province du Kongo-Central en république démocratique du Congo, situé en rive gauche du fleuve Congo, à l'est de Matadi.

Province du Kongo-Central.